# Annie Bos
Annie Bos (1886-1975) est une actrice de théâtre et du cinéma muet, connue pour avoir été la première star du cinéma néerlandais.

## Biographie
Annie Bos commença sa carrière d'actrice à Anvers, puis retourna aux Pays-Bas pour faire ses débuts au théâtre en 1909. Elle y joua de petits rôles jusqu'à ce qu'elle soit découverte par le réalisateur Maurits Binger, qui venait d'ouvrir son studio de cinéma, la Filmfabriek Hollandia. Il l'engagea pour jouer les rôles féminins principaux, et, au fil des années, elle devint une actrice connue, que certains surnommaient « l'Asta Nielsen hollandaise ».
C'est avec Majoor Frans (1916) qu'elle devint véritablement une star. Elle eut ensuite la possibilité de choisir ses rôles et tenta de prouver son talent en optant pour des personnages différents. Cependant, quand en 1920 la Filmabriek Hollandia fit faillite, les nouveaux propriétaires ne prolongèrent pas son contrat, l'estimant être devenue trop vieille.
Annie Bos se vit offrir un rôle aux États-Unis, où elle était connue pour Een Carmen van het Noorden (1919) qui avait été distribué internationalement, mais quand elle arriva à New York en 1921, elle découvrit que le studio qui l'avait engagée n'existait plus. Annie Bos resta néanmoins aux États-Unis, mais sans grand succès, excepté un petit rôle aux côtés de Pearl White dans Without Fear en 1922.
Elle partit en Allemagne, sans plus de succès, pour revenir aux Pays-Bas en 1924, où un de ses vieux amis lui offrit le rôle principal dans Mooi Juultje van Volendam. Le film, un échec, fut retiré des salles au bout d'une semaine.
Annie Bos se tourna alors vers le théâtre et joua dans Madame DuBarry, qui reçut une bonne critique, pour quitter la scène en 1925 et épouser Cornelis Loeff. Le public l'oublia et seul un journal évoqua sa mort en 1975.

## Postérité
En 2006, Willeke van Ammelrooy joua le rôle d'Annie Bos dans la pièce 'Toen 't licht verdween.

## Filmographie partielle
- 1913 : Kat et Ket (Twee Zeeuwse Meisjes in Zandvoort) de Louis H. Chrispijn[7]
- 1913 : L'Échelle vivante (De Levende Ladder) de Maurits Binger et Louis H. Chrispijn
- 1913 : Nederland en Oranje
- 1914 : De Bertha
- 1915 : L'Imposteur (Ontmaskerd) de Mime Misu
- 1915 : The Fatal Woman
- 1916 : Majoor Frans de Maurits Binger
- 1917 : Het Geheim van Delft
- 1918 : Op Hoop van Zegen
- 1918 : Amerikaansche meisjes de Maurits Binger et Louis Davids
- 1919 : A Carmen of the North
- 1920 : Schakels, perdu
- 1922 : Without Fear
- 1924 : Mooi Juultje van Volendam de Alex Benno